# A Black Lightning epizódjainak listája
Ez a lap a  Fekete Villám című amerikai sorozat epizódjainak listáját tartalmazza.
A sorozat 2018. január 16-án indult a The CW televíziós csatornán az Amerikai Egyesült Államokban, a csatorna 2020-ban bejelentette, hogy a negyedik évaddal végleg befejeződik a sorozat. Magyarországon a Netflix-re kerültek fel a részek magyar felirattal.

## Évadáttekintés
| Évad | Évad | Részek száma | Részek száma | Eredeti sugárzás | Eredeti sugárzás  | Eredeti adó | Magyar sugárzás   | Magyar sugárzás   | Magyar adó |
| Évad | Évad | Részek száma | Részek száma | Évadbemutató     | Évadzáró          | Eredeti adó | Évadbemutató      | Évadzáró          | Magyar adó |
| ---- | ---- | ------------ | ------------ | ---------------- | ----------------- | ----------- | ----------------- | ----------------- | ---------- |
|      | 1.   | 13           | 13           | 2018. január 16. | 2018. április 17. | The CW      | 2020. február 28. | 2020. február 28. | Netflix    |
|      | 2.   | 16           | 16           | 2018. október 9. | 2019. március 18. | The CW      | 2020. március 26. | 2020. március 26. | Netflix    |
|      | 3.   | 16           | 16           | 2019. október 7. | 2020. március 9.  | The CW      | 2020. április 1.  | 2020. április 1.  | Netflix    |
|      | 4.   | 13           | 13           | 2021. február 8. | 2021. május 24.   | The CW      | 2021. június 29.  | 2021. június 29.  | Netflix    |

## Első évad (2018)
| Sor. | Év. | Cím | Rendező         | Író                       | Premier                             | Nézettség   |
| ---- | --- | --- | --------------- | ------------------------- | ----------------------------------- | ----------- |
| 1.   | 1.  | A feltámadás (The Resurrection)                                                                              | Salim Akil      | Salim Akil                | 2018. január 16. 2020. február 28.  | 2.31 millió |
| 2.   | 2.  | LaWanda: A remény (Lawanda: The Book of Hope)                                                                | Oz Scott        | Salim Akil                | 2018. január 23. 2020. február 28.  | 1.94 millió |
| 3.   | 3.  | LaWanda: A temetés (Lawanda: The Book of Burial)                                                             | Mark Tonderai   | Jan Nash                  | 2018. január 30. 2020. február 28.  | 2.21 millió |
| 4.   | 4.  | Fekete Jézus (Black Jesus)                                                                                   | Michael Schultz | Pat Charles               | 2018. február 6. 2020. február 28.  | 1.88 millió |
| 5.   | 5.  | És az ördög elhozta a járványt: A zöld fény (And Then the Devil Brought the Plague: The Book of Green Light) | Rose Troche     | Adam Giaudrone            | 2018. február 13. 2020. február 28. | 1.81 millió |
| 6.   | 6.  | Három kiválasztott: A mennydörgés (Three Sevens: The Book of Thunder)                                        | Benny Boom      | Charles Holland           | 2018. február 27. 2020. február 28. | 1.64 millió |
| 7.   | 7.  | Napéjegyenlőség: A végzet (Equinox: The Book of Fate)                                                        | Bille Woodruff  | Lamont Magee              | 2018. március 6. 2020. február 28.  | 1.46 millió |
| 8.   | 8.  | Jelenések (The Book of Revelations)                                                                          | Tanya Hamilton  | Jan Nash                  | 2018. március 13. 2020. február 28. | 1.45 millió |
| 9.   | 9.  | Sötét hazugságok (The Book of Little Black Lies)                                                             | Tawnia McKernan | Keli Goff                 | 2018. március 20. 2020. február 28. | 1.55 millió |
| 10.  | 10. | Az apa bűnei: Megváltás (Sins of the Father: The Book of Redemption)                                         | Eric Laneuville | Pat Charles               | 2018. március 27. 2020. február 28. | 1.55 millió |
| 11.  | 11. | Fekete Jézus: Keresztre feszítés (Black Jesus: The Book of Crucifixion)                                      | Michael Schultz | Melora Rivera             | 2018. április 3. 2020. február 28.  | 1.50 millió |
| 12.  | 12. | A feltámadás és a fény: A fájdalom (The Resurrection and the Light: The Book of Pain)                        | Oz Scott        | Jan Nash & Adam Giaudrone | 2018. április 10. 2020. február 28. | 1.54 millió |
| 13.  | 13. | A halál árnyéka: Háború (Shadow of Death: The Book of War)                                                   | Salim Akil      | Charles D. Holland        | 2018. április 17. 2020. február 28. | 1.68 millió |

## Második évad (2018-2019)
| Sor. | Év. | Cím | Rendező                    | Író                       | Premier                              | Nézettség   |
| ---- | --- | --- | -------------------------- | ------------------------- | ------------------------------------ | ----------- |
| 14.  | 1.  | Következmények: Első fejezet: A Zöld Fény-gyerekek felemelkedése (The Book of Consequences: Chapter One: Rise of the Green Light Babies) | Salim Akil                 | Salim Akil                | 2018. október 9. 2020. március 26.   | 1,16 millió |
| 15.  | 2.  | Következmények: Második fejezet: Fekete Jézus Blues (The Book of Consequences: Chapter Two: Black Jesus Blues)                           | Oz Scott                   | Charles D. Holland        | 2018. október 16. 2020. március 26.  | 1,02 millió |
| 16.  | 3.  | Következmények: Harmadik fejezet: Lowry mester (The Book of Consequences: Chapter Three: Master Lowry)                                   | Rose Troche                | Jan Nash                  | 2018. október 23. 2020. március 26.  | 1,18 millió |
| 17.  | 4.  | Következmények: Negyedik fejezet: Áttetsző félelem (The Book of Consequences: Chapter Four: Translucent Freak)                           | Salli Richardson-Whitfield | Adam Giaudrone            | 2018. október 30. 2020. március 26.  | 0,97 millió |
| 18.  | 5.  | Vér: Első fejezet: Rekviem (The Book of Blood: Chapter One: Requiem)                                                                     | Michael Schultz            | Lamont Magee              | 2018. november 13. 2020. március 26. | 0,90 millió |
| 19.  | 6.  | Vér: Második fejezet: A Perdik (The Book of Blood: Chapter Two: The Perdi)                                                               | Oz Scott                   | Pat Charles               | 2018. november 20. 2020. március 26. | 0,99 millió |
| 20.  | 7.  | Vér: Harmadik fejezet: A Sangék (The Book of Blood: Chapter Three: The Sange)                                                            | Eric Laneuville            | Keli Goff                 | 2018. november 27. 2020. március 26. | 1,06 millió |
| 21.  | 8.  | Zendülés: Első fejezet: Exodus (The Book of Rebellion: Chapter One: Exodus)                                                              | Tawnia McKiernan           | Jake Waller               | 2018. december 4. 2020. március 26.  | 0,96 millió |
| 22.  | 9.  | Zendülés: Második fejezet: A Bölcsek ajándéka (The Book of Rebellion: Chapter Two: Gift of Magi)                                         | Benny Boom                 | Adam Giaudrone            | 2018. december 11. 2020. március 26. | 1,13 millió |
| 23.  | 10. | Zendülés: Harmadik fejezet: Little Black Angels (The Book of Rebellion: Chapter Three: Angelitos Negros)                                 | Salim Akil                 | Jan Nash & J. Allen Brown | 2019. január 21. 2020. március 26.   | 0,86 millió |
| 24.  | 11. | Titkok: Első fejezet: A tékozló fiú (The Book of Secrets: Chapter One: Prodigal Son)                                                     | Rob Hardy                  | Rob Hardy                 | 2019. január 28. 2020. március 26.   | 0,93 millió |
| 25.  | 12. | Titkok: Második fejezet: Igazságos és igazságtalan (The Book of Secrets: Chapter Two: Just and Unjust)                                   | Jeff Byrd                  | Charles D. Holland        | 2019. február 14. 2020. március 26.  | 0,95 millió |
| 26.  | 13. | Titkok: Harmadik fejezet: A tűzoszlop (The Book of Secrets: Chapter Three: Pillar of Fire)                                               | Robert Townsend            | Lamont Magee              | 2019. február 11. 2020. március 26.  | 0,94 millió |
| 27.  | 14. | Titkok: Negyedik fejezet: Az eredendő bűn (The Book of Secrets: Chapter Four: Original Sin)                                              | Oz Scott                   | Pat Charles & Keli Goff   | 2019. március 4. 2020. március 26.   | 0,77 millió |
| 28.  | 15. | Apokalipszis: Első fejezet: Alfa (The Book of the Apocalypse: Chapter One: The Alpha)                                                    | Salim Akil                 | Jan Nash                  | 2019. március 11. 2020. március 26.  | 0,75 millió |
| 29.  | 16. | Apokalipszis: Második fejezet: Omega (The Book of the Apocalypse: Chapter Two: The Omega)                                                | Salim Akil                 | Charles D. Holland        | 2019. március 18. 2020. március 26.  | 0,85 millió |

## Harmadik évad (2019-2020)
| Sor. | Év. | Cím | Rendező         | Író                                      | Premier                             | Nézettség   |
| ---- | --- | --- | --------------- | ---------------------------------------- | ----------------------------------- | ----------- |
| 30.  | 1.  | Megszállás: Első fejezet: Fekete Rigó születése (The Book of Occupation: Chapter One: Birth of Blackbird)                      | Salim Akil      | Salim Akil                               | 2019. október 7. 2020. április 1.   | 0,89 millió |
| 31.  | 2.  | Megszállás: Második fejezet: Maryam imafüzére (The Book of Occupation: Chapter Two: Maryam's Tasbih)                           | Oz Scott        | Charles Holland                          | 2019. október 14. 2020. április 1.  | 0,63 millió |
| 32.  | 3.  | Megszállás: Harmadik fejezet: Odell ügynök vágyálma (The Book of Occupation: Chapter Three: Agent Odell's Pipe-Dream)          | Benny Boom      | Pat Charles                              | 2019. október 21. 2020. április 1.  | 0,61 millió |
| 33.  | 4.  | Megszállás: Negyedik fejezet: Lynn uroborosza (The Book of Occupation: Chapter Four: Lynn's Ouroboros)                         | Mary Lou Belli  | Adam Giaudrone                           | 2019. október 28. 2020. április 1.  | 0,52 millió |
| 34.  | 5.  | Megszállás: Ötödik fejezet: Rekviem Tavonért (The Book of Occupation: Chapter Five: Requiem for Tavon)                         | Robert Townsend | Brusta Brown & John Mitchell Todd        | 2019. november 11. 2020. április 1. | 0,71 millió |
| 35.  | 6.  | Ellenállás: Első fejezet: Kopogtatás a mennyek kapuján (The Book of Resistance: Chapter One: Knocking on Heaven's Door)        | Jeff Byrd       | Lamont Magee                             | 2019. november 18. 2020. április 1. | 0,62 millió |
| 36.  | 7.  | Ellenállás: Második fejezet: Henderson műve (The Book of Resistance: Chapter Two: Henderson's Opus)                            | Oz Scott        | Lynelle White                            | 2019. november 25. 2020. április 1. | 0,65 millió |
| 37.  | 8.  | Ellenállás: Harmadik fejezet: A Franklin teraszi csata (The Book of Resistance: Chapter Three: The Battle of Franklin Terrace) | Neema Barnette  | Jake Waller                              | 2019. december 2. 2020. április 1.  | 0,60 millió |
| 38.  | 9.  | Ellenállás: Negyedik fejezet: Krízis a Földön (The Book of Resistance: Chapter Four: Earth Crisis)                             | Tasha Smith     | Lamont Magee                             | 2019. december 9. 2020. április 1.  | 0,90 millió |
| 39.  | 10. | Markovia: Első fejezet: Újjászületett áldások és átkok (The Book of Markovia: Chapter One: Blessings and Curses Reborn)        | Tasha Smith     | Lamont Magee                             | 2020. január 20. 2020. április 1.   | 0,54 millió |
| 40.  | 11. | Markovia: Második fejezet: Lynn függősége (The Book of Markovia: Chapter Two: Lynn's Addiction)                                | Tasha Smith     | Lamont Magee                             | 2020. január 27. 2020. április 1.   | 0,66 millió |
| 41.  | 12. | Markovia: Harmadik fejezet: Anyátlanul (The Book of Markovia: Chapter Three: Motherless ID)                                    | Bille Woodruff  | Adam Giaudrone & Lynelle White           | 2020. február 3. 2020. április 1.   | 0,72 millió |
| 42.  | 13. | Markovia: Negyedik fejezet: A mentőakció (The Book of Markovia: Chapter Four: Grab the Strap)                                  | Salim Akil      | Charles D. Holland & Asheleigh O. Conley | 2020. február 10. 2020. április 1.  | 0,65 millió |
| 43.  | 14. | Háború: Első fejezet: Hazatérés (The Book of War: Chapter One: Homecoming)                                                     | Benny Boom      | Brusta Brown & John Mitchell Todd        | 2020. február 24. 2020. április 1.  | 0,64 millió |
| 44.  | 15. | Háború: Második fejezet: A szabadságnak ára van (The Book of War: Chapter Two: Freedom Ain't Free)                             | Oz Scott        | Pat Charles                              | 2020. március 2. 2020. április 1.   | 0,62 millió |
| 45.  | 16. | Háború: Harmadik fejezet: Felszabadulás (The Book of War: Chapter Three: Liberation)                                           | Salim Akil      | Charles D. Holland                       | 2020. március 9. 2020. április 1.   | 0,55 millió |

## Negyedik évad (2021)
| Sor. | Év. | Cím | Rendező         | Író                               | Premier                            | Nézettség   |
| ---- | --- | --- | --------------- | --------------------------------- | ---------------------------------- | ----------- |
| 46.  | 1.  | Újjáépítés: Első fejezet: Járulékos veszteség (The Book of Reconstruction: Chapter One: Collateral Damage)                   | Salim Akil      | Salim Akil                        | 2021. február 8. 2021. június 29.  | 0,52 millió |
| 47.  | 2.  | Újjáépítés: Második fejezet: Elfogadhatatlan veszteségek (The Book of Reconstruction: Chapter Two: Unacceptable Losses)      | Billie Woodruff | Charles D. Holland                | 2021. február 15. 2021. június 29. | 0,44 millió |
| 48.  | 3.  | Újjáépítés: Harmadik fejezet: Minden haragom ellenére... (The Book of Reconstruction: Chapter Three: Despite All My Rage...) | Salim Akil      | Brusta Brown & John Mitchell Todd | 2021. február 22. 2021. június 29. | 0,37 millió |
| 49.  | 4.  | Újjáépítés: Negyedik fejezet: Fény az éjszakában (The Book of Reconstruction: Chapter Four: A Light in the Darkness)         | Salim Akil      | Brusta Brown & John Mitchell Todd | 2021. március 1. 2021. június 29.  | 0,41 millió |
| 50.  | 5.  | Romok: Első fejezet: A darabok összegyűjtése (The Book of Ruin: Chapter One: Picking Up the Pieces)                          | Bille Woodruff  | Adam Giaudrone                    | 2021. március 8. 2021. június 29.  | 0,46 millió |
| 51.  | 6.  | Romok: Második fejezet: Thészeusz hajója (The Book of Ruin: Chapter Two: Theseus's Ship)                                     | Mary Lou Belli  | Jake Waller                       | 2021. március 15. 2021. június 29. | 0,48 millió |
| 52.  | 7.  | Fájdalomcsillapító (Painkiller)                                                                                              | Salim Akil      | Salim Akil                        | 2021. április 12. 2021. június 29. | 0,39 millió |
| 53.  | 8.  | Romok: Harmadik fejezet: A dolgok széthullanak (The Book of Ruin: Chapter Three: Things Fall Apart)                          | Bille Woodruff  | Andre Edmonds                     | 2021. április 19. 2021. június 29. | 0,42 millió |
| 54.  | 9.  | Romok: Negyedik fejezet: Lyding (The Book of Ruin: Chapter Four: Lyding)                                                     | Keesha Sharp    | J. Allen Brown                    | 2021. április 26. 2021. június 29. | 0,32 millió |
| 55.  | 10. | Újraegyesítés: Első fejezet: Felfedezések (The Book of Reunification: Chapter One: Revelations)                              | Benny Boom      | Jamila Daniel                     | 2021. május 3. 2021. június 29.    | 0,32 millió |
| 56.  | 11. | Újraegyesítés: Második fejezet: Próbálkozások és tévedések (The Book of Reunification: Chapter Two: Trial and Errors)        | Bille Woodruff  | Ashley O. Conley                  | 2021. május 10. 2021. június 29.   | 0,30 millió |
| 57.  | 12. | Feltámadás: Első fejezet: Keresztutak (The Book of Resurrection: Chapter One: Crossroads)                                    | Benny Boom      | Brusta Brown & John Mitchell Todd | 2021. május 17. 2021. június 29.   | 0,36 millió |
| 58.  | 13. | Feltámadás: Második fejezet: Lezárás (The Book of Resurrection: Chapter Two: Closure)                                        | Salim Akil      | Charles D. Holland                | 2021. május 24. 2021. június 29.   | 0,50 millió |